# Pheraeus
Pheraeus là một chi bướm ngày thuộc họ Bướm nâu.